# Беклз, Кирре
Кирре Камилль Беклз (англ. Kierre Kamille Beckles; род. 21 мая 1990, Бриджтаун) — барбадосская легкоатлетка, специалистка по барьерному бегу. Выступает за сборную Барбадоса по лёгкой атлетике с 2004 года, обладательница бронзовой медали Игр Центральной Америки и Карибского бассейна, многократная призёрка CARIFTA Games, действующая рекордсменка страны в беге на 100 метров с барьерами, участница летних Олимпийских игр в Рио-де-Жанейро.

## Биография
Кирре Беклз родилась 21 мая 1990 года в Бриджтауне, Барбадос.
Училась в США в Южно-Каролинском университете, неоднократно принимала участие в различных студенческих соревнованиях по лёгкой атлетике.
Впервые заявила о себе на международном уровне в сезоне 2004 года, когда вошла в состав барбадосской национальной сборной и как юниорка выступила на CARIFTA Games в Гамильтоне, где стала седьмой в беге на 100 метров с барьерами, третьей в беге на 300 метров с барьерами и четвёртой в эстафете 4 × 100 метров. Также в этом сезоне участвовала в юниорском первенстве Центральной Америки и Карибского бассейна в Коацакоалькосе — заняла шестое место в 100-метровом барьерном беге и выиграла серебряную медаль в 300-метровом.
Бежала 100 и 300 метров с барьерами на CARIFTA Games 2005 года в Баколете.
В 2006 году на CARIFTA Games в Лез-Абиме трижды поднималась на пьедестал почёта: получила серебро в барьерном беге на 100 и 300 метров, взяла бронзу в эстафете 4 × 400 метров. Помимо этого, трижды стала призёркой на юниорском первенстве Центральной Америки и Карибского бассейна в Порт-оф-Спейн: была лучшей на дистанциях 100 и 300 метров, финишировала третьей в эстафете 4 × 400 метров. Принимала участие в юниорском мировом первенстве в Пекине.
В 2007 году на CARIFTA Games в Провиденсьялесе стала бронзовой призёркой в беге на 100 метров с барьерами и заняла пятое место в пятиборье. Дошла до полуфинала на юношеском мировом первенстве в Остраве.
В 2008 году на CARIFTA Games в Бастере одержала победу в барьерном беге на 100 метров и взяла бронзу в эстафете 4 × 100 метров. Была восьмой на юниорском мировом первенстве в Быдгоще, победила на юношеских Играх Содружества в Пуне.
На CARIFTA Games 2009 года в Вьё-Форе одержала победу в беге на 100 метров с барьерами и стала серебряной призёркой в эстафете 4 × 400 метров. На чемпионате Центральной Америки и Карибского бассейна в Гаване в финале пришла к финишу восьмой.
В 2011 году была четвёртой на чемпионате Центральной Америки и Карибского бассейна в Маягуэсе, участвовала в чемпионате мира в Тэгу.
В 2012 году получила серебро на молодёжном чемпионате NACAC в Ирапуато.
В 2013 году добавила в послужной список серебряную награду, полученную в беге на 100 метров с барьерами на чемпионате Центральной Америки и Карибского бассейна в Морелии, стартовала на чемпионате мира в Москве.
В 2014 году заняла шестое место на Играх Содружества в Глазго, выиграла бронзовую медаль на Играх Центральной Америки и Карибского бассейна в Веракрусе.
В 2015 году была седьмой на Панамериканских играх в Торонто, третьей на чемпионате NACAC в Сан-Хосе, дошла до полуфинала на чемпионате мира в Пекине, где также установила ныне действующий национальный рекорд Барбадоса в барьерном беге на 100 метров — 12,88.
Выполнив олимпийский квалификационный норматив, удостоилась права защищать честь страны на летних Олимпийских играх 2016 года в Рио-де-Жанейро — в программе бега на 100 метров с барьерами на предварительном квалификационном этапе показала результат 13,01 и в следующую полуфинальную стадию соревнований не вышла.
После Олимпиады в Рио Беклз осталась действующей спортсменкой на ещё один олимпийский цикл и продолжила принимать участие в крупнейших международных стартах. Так, в 2018 году она соревновалась на Играх Содружества в Голд-Косте, на Играх Центральной Америки и Карибского бассейна в Барранкилье, на чемпионате NACAC в Торонто.